# Колвилл, Алекс
Дэвид Александр Колвилл (англ. David Alexander Colville, известный как Алекс Колвилл, англ. Alex Colville; 24 августа 1920, Торонто — 16 июля 2013, Вулфвилл, Новая Шотландия) — канадский живописец, график, дизайнер и педагог. Начав карьеру как фронтовой художник, впоследствии сосредоточился на изображении окружающей повседневной жизни с элементами магического реализма. Выставлялся в Национальной галерее Канады, Художественной галерее Онтарио, Монреальском музее изящных искусств, представлял Канаду на Венецианской биеннале (1966), автор дизайна юбилейных монет к 100-летию Канады и Медали генерал-губернатора. Канцлер Университета Акадия. Компаньон ордена Канады (1982), лауреат Премии генерал-губернатора в области изобразительных искусств (2003).

## Биография
Родился в 1920 году в Торонто. В 1929 году переехал с родителями в Амхерст (Новая Шотландия). В 1938—1942 году учился в Университете Маунт-Эллисон (Нью-Брансуик). В университете познакомился с Родой Райт, на которой женился в 1942 году. По окончании учёбы был призван на военную службу и направлен в Европу как официальный фронтовой художник. В 1945 году вернулся в Канаду и работал в Оттаве над картинами на основе своих фронтовых зарисовок и акварелей до увольнения из армии в 1946 году. После этого вплоть до 1963 года преподавал изобразительное искусство в своём родном университете, совмещая эту работу с занятиями живописью, на которой полностью сосредоточился после 1963 года. С 1973 года проживал в небольшом университетском городе Вулфвилле (Новая Шотландия).
В 1950 году (полотно «Обнажённая и манекен») сменилась основная тема работ Колвилла: вместо военной тематики с этого времени его картины были посвящены повседневной жизни, окружающей художника, и включали портреты членов семьи, домашних питомцев, пейзажей вокруг дома. При этом Колвилл не ограничивался точной передачей действительности, но придавал своим полотнам эмоциональную окраску — порой радостную, порой тревожную. Объекты на его картинах характеризуются мистическим, загадочным флёром, и критики причисляли Колвилла к представителям магического реализма. Художественный стиль Колвилла отличала долгая и тщательная подготовительная работа со множеством подготовительных этюдов и геометрических схем, предшествовавших началу работы над самим живописным полотном. Такой подход ограничивал количество создаваемых работ: одновременно Колвилл работал только над одним полотном и редко создавал больше трёх-четырёх картин или шелкографий в год. Эволюция художника включала неоднократную смену техник и изобразительных средств: масляные краски, темпера, смесь масляных красок с синтетической смолой, а после 1963 года — эмульсионные акриловые полимеры.
Первые выставки работ Колвилла прошли в 1952—1955 годах в нью-йоркской Художественной галерее Хьюитта, позже он также выставлялся в Европе. В течение 1950-х годов семь его картин приобрела Национальная галерея Канады. В 1966 году он представлял Канаду на Венецианской биеннале. В 1984 году первая ретроспектива творчества Колвилла прошла в Художественной галерее Онтарио и в 1984 и 1985 годах посетила Германию и Японию, в последней став первой выставкой современного канадского художника. Работы, созданные после 1984 года, были включены в 1994 году в большую персональную выставку в Монреальском музее изящных искусств, а в 2000 году, к 80-летию художника, большая ретроспектива прошла в Национальной галерее Канады. Организованная в 2003 году Художественной галереей Новой Шотландии выставка работ Колвилла, созданных за предшествующее десятилетие, посетила разные города Канады.
Помимо живописи и шелкографии, Колвилл занимался дизайном. По его проектам, в частности, чеканилась серия юбилейных монет, выпущенных в 1967 году к 100-летию Канады, а в 1978 году он стал автором дизайна Медали генерал-губернатора. В 1967 году преподавал как приглашённый профессор в Калифорнийском университете в Санта-Крузе, позже на протяжении десяти лет занимал пост канцлера Университета Акадия.
В 1968 году стал офицером ордена Канады, в 1982 году повышен до компаньона ордена Канады — высшая степень этой награды. В 1974 году удостоен премии Молсона от Совета Канады по искусству, а в 2003 году — Премии генерал-губернатора в области изобразительных искусств. В этом же году он стал кавалером ордена Новой Шотландии. Художнику были присвоены почётные учёные звания ряда вузов Канады, в том числе Университета Акадия в 1975 году.
В браке с Родой Райт у Колвилла было четверо детей — трое сыновей (второй из которых, Джон, умер в 2012 году) и дочь. Колвилл скончался в возрасте 92 лет летом 2013 года, менее чем на год пережив жену.